# Halászi
Halászi (németül: Fischerdorf) község Győr-Moson-Sopron vármegyében, a Mosonmagyaróvári járásban.

## Fekvése
Halászi Mosonmagyaróvártól 4 kilométerre fekszik a Mosoni-Duna partján, a Szigetközben. Nevezhető a Szigetköz kapujának, hiszen a Mosonmagyaróvárt Győrrel összekötő 1401-es út forgalma itt keresztezi a folyót, mint ősidők óta fontos átkelőhelyen.
A községhez tartozik a szomszédos Arak település mintegy 170 lakossal; a település a 14 106-os úton érhető el Halászi és Darnózseli felől is. Arak község első okleveles említését 1413-ból ismerjük. Neve feltehetően az árok szóból ered. Arak önállósága 1934-ben szűnt meg, amikor Halászihoz csatolták, majd 1950–1976 között Máriakálnokhoz tartozott, ezt követően pedig ismét Halászi része lett.

Arak címere
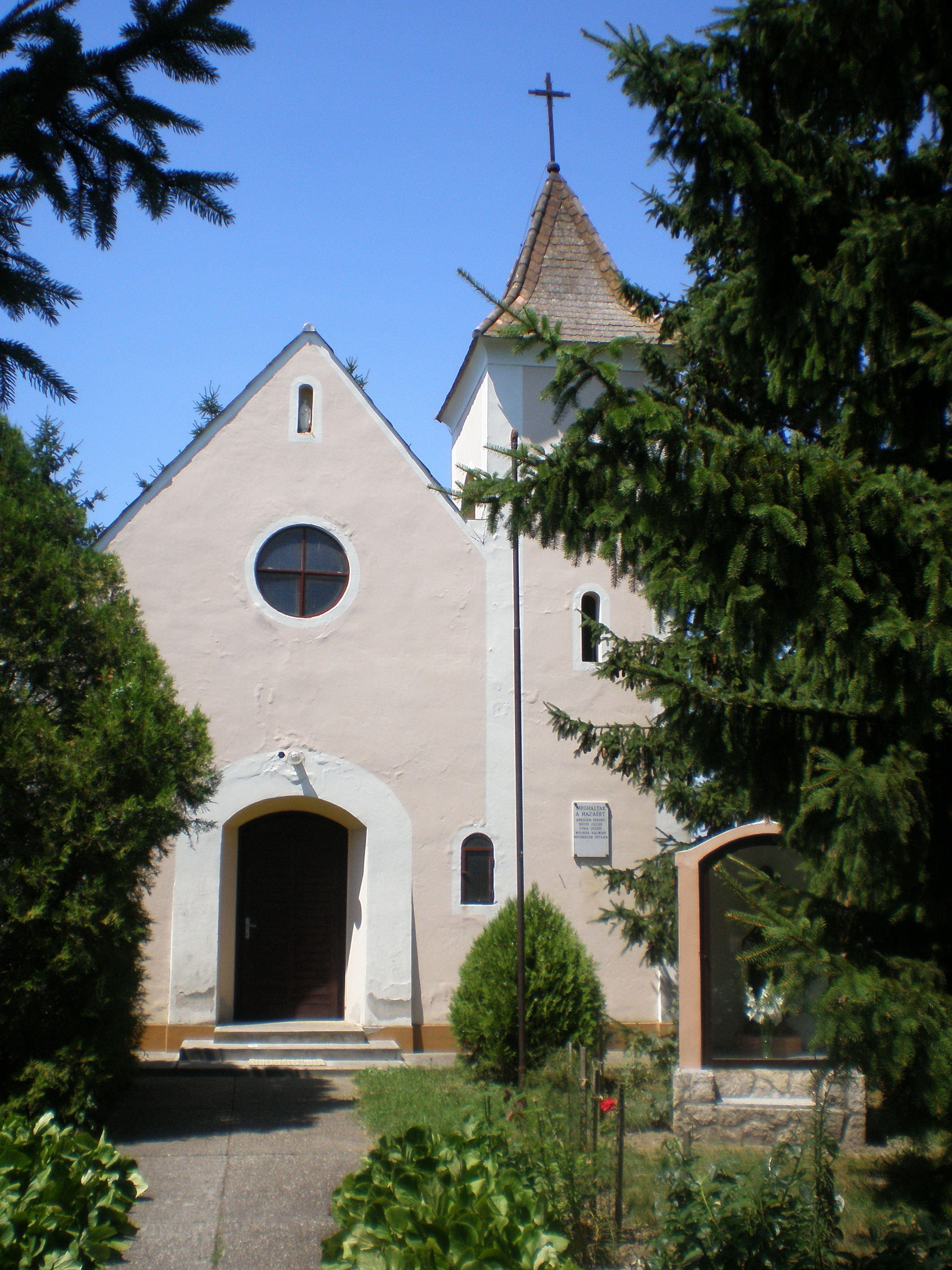
Araki katolikus templom

### Közlekedése
A település főutcája az 1401-es út, amit szinte végig a község belterületén, sőt tovább délkelet felé egészen Hédervár központjáig kerékpárút is kísér. A település területét további három, négy számjegyű mellékút is érinti: az 1401-esből Dunasziget, Dunakiliti és Rajka felé kiágazó 1407-es út, a Püski és Dunaremete érintésével Lipótig vezető 1405-ös út, illetve a település belterületének déli szélén ér véget a Mosonról induló, Máriakálnokon áthaladó 1406-os út is. Halászi közigazgatási területének délkeleti részén ágazik ki az 1401-esből a 14 106-os számú mellékút, amely Arak településrészen vezet végig, majd bő 1,6 kilométer megtétele után vissza is torkollik a szigetközi „főútba”.

## Története
Halászi a Duna-ágak közötti kimagasló földön letelepült halászbokrokból alakult halászfaluvá, feltehetőleg a XIII. században. Lakói a király udvar halszállítói voltak. A monda szerint halászok megszöktek Óvárról és itt találtak helyet A Salamon-dűlő és Salamon-erdő annak emlékét őrzi, hogy a XI. század derekán a trónjáért harcoló (és a térségben birtokos) I. Salamon királyt halászai befogadták, és amikor a király trónjára visszakerült, a falunak adta az említett területeket. Így keletkezett Halászi.
A hagyomány szerint első kiváltságlevelét II. Lajostól kapta, ez azonban oklevél elíráson alapul. Halászi falukönyvében az ötödik oldalon egy legenda szerepel, miszerint egy halászi lakos, Major kocsmáros részt vett a mohácsi csata véres küzdelmében, és ő mutatta meg a király sírját. Ezért, amikor kérdezték tőle, hogy mit kér, azt mondta, hogy Halászin van egy telke, azt nemesítsék meg. Erre Mária királyné feljajdult: „Lajos, Lajos, de olcsó ember voltál!”
A valóságban Halászi első kiváltságlevelét 1550-ben I. Ferdinándtól kapta, amiben „nostrum oppidum Halászi” néven szerepel. Ezt erősítette meg II. Miksa császár 1565-ben és II. Rudolf császár 1578-ban. 1529. után elterjedt a református vallás. 1616-ban Samarjai Máté Jánost választották lelkésznek, 1622-től 1652-ig, haláláig volt a Duna-melléki Egyházkerület püspöke, így Halászi püspöki székhely volt ekkor. 1777-ben szentelik fel az új barokk stílusú templomot, melyet Mária Terézia leánya, Mária Krisztina főhercegnő építtetett. A templom védőszentje Szent Márton. A templomon kívül még műemlékként két oromfalas paraszt barokk lakóház van a faluban.
Iskolamesterek Halászin 1613-1848-ig: Váradi Mihály (1613-1659), Tolnay Sámuel (1659-1680), Nezedovich Mihály (1680-1690), Horváth János (1690-1713), Hedei Mihály (1713-1715), Bölcsföldy János Márton (1755-1767), Deák József (1767-1772), Szilágyi Antal (1772-1802) Legény János (1819-1826), Bohár Antal (1826-1828), Lakner István (1828-1843), Risinger Péter (1843-1846), Öveges Károly (1846-1848).

### Adalékok a település életéhez a 17. századból
Arról, hogy milyen lehetett a település élete az 1600-as években, azt egy olyan törvénykönyv alapján tudunk képet alkotni, amit nem pusztán Halászi, hanem az Óvár városához tartozó tartomány egésze számára adtak ki. Mai szemmel olvasva érdekes, hogy miket cikkelyeztek be és hogyan; más kérdés az, hogy a leírt betűket hogyan tartották be a korabeli lakosok.
A mai joggyakorlattól legalapvetőbb eltérése ennek a 84 articulusból (cikkelyből) álló jogszabály-együttesnek (ami a mostani Btk. és Ptk. közös elődjének tekinthető), hogy hiányzik belőle a személyiségi jogok mai értelemben vett tiszteletben tartása. Nem védték az elkövető személyét, sőt pellengérre állították, megszégyenítették. A 21. századi felfogásnak ez talán ellentmond, de a maga idején a korszellemnek tökéletesen megfelelő és kellően hatékony eljárásmód volt. A károkozónak nemcsak büntetést kellett fizetnie az elkövetett cselekményért, hanem a kárt el is kellett hárítania saját költségén. A visszaeső bűnösökre nagyobb pénzbüntetést szabtak ki, például ha valaki ünnepnapokon dolgozott a földeken (ami tiltás alá esett), első alkalommal 5 rénes forintra, visszaesőként már 10 rénes forintra büntették. A súlyos bűncselekmények elkövetőit már a földesúrnak adták át. Ilyen volt például a nemi erőszak: ”Ismeg ha valaki asszonyembert avagy leanzót erőszakképen meg szégyenítene avagy tiztösségét el venné, annak minden jószága és feje az Urnak hatalma és keze alá vettessék.” Hasonlóképpen a gyilkosság, a határkövek elmozdítása is földesúri joghatóságra tartozott. A büntetéspénzek öt rénes forintig a bírót, afölötti összegnél a földesurat illették.
Kimondták a bíró pártatlanságát, mint elvárást: „Egyenlő, igazságos törvént szolgáltassanak mindeneknek, az szegénnek mint az gazdagnak, ebben se haragot se attyafiúságot ne nézzenek, avagy ajándékot, hanem azeő hütök szerént az kire meg esküttenek cseleködgyenek minden törvént, hogy mind Isten, mind az földes Úr előtt számot adhassanak róla.” A hamis törvénykezést a bírónál 32 rénes forinttal, a polgároknál ennek felével büntetik. Akkor is szigorú büntetéssel sújtják a hamis tanúskodást, a pénzbüntetés mellett „Ez félék Istennek haragját görjesztik, és az földes uratt megcsalják.” A bíráskodást 12 esküdt polgár segítette. (Az „öreg falukban: (Moson)Szolnokon, Szentjánosban, Lébényben, Szentmiklóson hat vagy négy esküdtet lehetett választani, a többi faluban csak hármat).
Általános a pénzbüntetés intézménye, a legnagyobb büntetési tétel az egy ökör ára a 32 rénes forint. Szabadságvesztés büntetést szinte csak néhány esetben találunk a büntetési tételek között. Ilyen a „Byro szava nem fogadásának büntetése” amikor a szófogadatlan lecsukják és öt rénes forintra büntetik , sőt ha valaki elszalad a büntetés elől és a bíró valakit segítségül hív az elfogatáshoz, de az nem segíti, akkor ezt a „szófogadatlant” csukják le és büntetik meg a másik helyett. (A polgári engedetlenség ebben az időszakban nem divat…)
A garázdát is erővel viszik fogságra: „ ..az ky miat békesség nem lehetne, azt az gazda Byro ereievell az fogságra vitesse..”
Jellemző az, hogy a vallást, a vallásgyakorlatot nagyon szigorúan vették. Már az első fő articulus az „istenesen es kigyessen valo elesrül” szól. Azt, aki a kocsmát választotta az istentisztelet helyett, azt megbüntették, sőt azt a gazdát is, aki ezt látta és elhallgatta: Az vasárnapon, és egyéb illő önnepökön az predikaczio és isteni Szolgálat alatt, az uczan ne sétállyon senkys, avagy az egettboron és korczoma háznál tobzódni ne merészellyen, az hol penig vala melly ez fele helen találtatik, minden, valameniszer meg tapasztaltatik meg büntessék.” Istentisztelet ideje alatt nem volt szabad piacozni, árusítani: „hasomlóképpen az kalmárok és egyéb féle keresködők, ha az Isteni Szolgálat alatt, találtatnak hogy keresködésökett űznének, valamennyiszer azon meg tapasztaltatnak, egy renes forenttal 53 pénzzel és beczell büntessenek meg.”
Az istenkáromlókat keresztre kötözték három napon át egy-egy órára, és csak három falat kenyeret és egy korty vizet adtak erre az időre.
A kocsmában verekedőket, káromkodókat azt 53 pénzzel büntették, sőt ha valamelyik gazda, vagy kocsmáros ezt látta, vagy hallotta volna, de nem jelentette volna a bírónak, akkor az utóbbiakat is megbírságolták 60 pénzig.
E mellett a templomról, paplakról, az iskoláról és az egyházi földekről is gondoskodniuk kellett: „az Byro az eő polgárival egyött valosagoskeppen azon legyen, hogy az az Egyhazy Szömélynek lakohelye minden hozzá tartozando eszközzel és emellett az Templom, az Oschola ház, es valamely az falu számára való dolog, is éppöletben tartassék és az egyház attyat arra intsék, hogy azokhoz való földek el ne puztoljanak, hol penig arravaló gondviselés nem tartanak, hanem az féle gondvisetlenség miatt, az földek meg puztolnának, mind az Byro, Polgár, és Egyház attya, mind penig azok, az kik ebben vétkeseknek találtatnak lenny, igaz ítélet szerént meg büntessenek.
A művelődést tehát közüggyé tették, a működési feltételeket biztosították, mert az „éppöletben tartassék” kifejezés nemcsak a templom és iskola külső állagára, hanem egész működésére vonatkozik. Erre egy olyan jelentős református egyházi személyiség, mint Samarjai Máté János, felsődunamelléki református szuperintendens volt a „biztosíték”, aki ebben az időben innen irányított öt református esperességet.
A törvények persze a mindennapi élet apró-cseprő gondjaival is foglalkoztak: a szomszédok peres ügyeivel /már ekkor is divatban voltak a „fülemileperek”/ . Külön gondoskodtak az utcák tisztaságáról , tűzvédelemről : tilos volt „undokságos” vizet utcára kiönteni, továbbá hamvat, ganét, holt ember alattvaló szalmát, holt tikot, ebet, macskát kidobni. A szemét eltakarításáról is gondoskodni kellett az elkövetőnek. Negyed évente(!) kötelező a kémények megvizsgálása, tűz esetén kötelező a segítségnyújtás az oltásban, a bíró vagy akár polgár veréssel is sürgethette a késlekedőt. Tiltották a takarodó utáni gyertyavilág égetését és a részegeskedést : „Éjjeli időn pedig …letakarodásnak ideje fölött senki ne merészeljen fönn hivalkodni, hanem takarodjék le, hogy részegség, avagy gyertyavilág miatt történet szerént tűz szaladás által kár ne követközzék.”
A városi közlekedés árokkal és egyéb akadályokkal (karóval vagy sövénnyel) történő „lassítását” 60 pénzig büntették, a polgárok kötelesek voltak a saját házuk előtt az utat rendben tartani, a tócsákat, gödröket eltüntetni. Építkezni Szent Jakab napjától (május 3.) Szent Gál  Archiválva 2016. június 21-i dátummal a Wayback Machine-ben (október 16.) napig lehetett, aki építkezni akart, földrakás csak e kettő időpont között lehetett az utcán.
Jószágot, házat, szántóföldet eladni csak nagyon érdekes módon lehetett: „Ismeg ha valaky az ű ioszágát el akarna adny, tartoznek először az Byróhoz menny, avagy az Pereg mesterhez, hogy réghy szokás szerent ez fele ioszag elsőben aruba boczattassek…” „…És mindenik szomszéd az eő házát avagy szántó földet ha áruba akarja ereztenny, azt elsőben az kösség előtt eressze áruba” . Tehát ha valaki a jószágát, házát, szántóföldjét el akarta adni, először a bíróhoz kellett vele menni, de a szomszédot is értesíteni kellett.
Az idegenektől is igyekeztek elzárkózni, a „Byro híre nélkül” tilos volt befogadni lakót, be kellett mutatni a közösségnek. A „tisztátalan személyek”-et, „valamely förtelmes és testes éltű asszony állatokat”, akik házasságon kívül élnek egymással elzavarták, ha valaki őket befogadta 5 rénes forintra büntették.
A lakodalomban tiltották a bírónak és a polgároknak az italban való tobzódást, a hivalkodó beszédeket és a játékokat. Az egyháziakra külön is születtek egyházi szabályok, ennek megalkotásában a korábban említett egyházfi, Samarjai Máté János is részt vett. Ezek szerint: „Nem illik az iskolatanítókhoz a világias élet, hanem kegyes, tisztességes élet és egyházias öltözet: ne szabják azért magukat a világhoz, se tivornyázó és dorbézoló ifjakkal ne társalogjanak, nehogy az iskolák kocsmákká váljanak. Ha a tanítók menyegzői vendégségbe hivatnak, nem szabad nekik részegségig s hányásig versenyt inni, sem a szent hivatal gyalázata, kiszemelt hajadonokkal kényük-kedvük szerint ugrándozni, s úgynevezett körtáncot lejteni, akik pedig lelkipásztoraik megvetésével ilyent cselekedni merészelnének, mint elvetemült ifjak, az iskolából elutasíttassanak.” Emellett tiltják a torkoskodást, a szerelmes dalokban való gyönyörködést és a szeretők tartását. A torkoskodókat egyházi pártfogói felügyelet alá veszik, a szertót tartókat viszont kiközösítik, azzal, hogy: „az egyházi szent szolgálatra később sem léphetnek, sem ifjúságukban más iskolák vezetésére nem bocsáttatnak, mint a világ szemetei, s az egyház megrothadt tagjai.”
A XV. század végén a mezővárosok átlagnépessége 500 fő körül mozgott. Részleges önkormányzatukhoz hozzátartozott, hogy egy összegben fizethették adóikat, választhattak bírát és esküdteket, végrendelkezhettek javaikról. Kötelesek voltak földjeiket megművelni.

## Idegen elnevezései
Halászinak horvátul két neve van. A peresznyei horvátok Laslovónak, a bezenyeiek Helasinak nevezték a falut.

## Közélete

### Polgármesterei
- 1990–1994: Frank Lajos (független)[5]
- 1994–1998: Frank Lajos (független)[6]
- 1998–2002: Frank Lajos (független)[7]
- 2002–2006: Majthényi Tamás (független)[8]
- 2006–2010: Majthényi Tamás (Fidesz)[9]
- 2010–2014: Majthényi Tamás (Fidesz–KDNP)[10]
- 2014–2019: Majthényi Tamás (Fidesz–KDNP)[11]
- 2019–2024: Majthényi Tamás (Fidesz)[12]
- 2024– : Majthényi Tamás (Fidesz)[1]

## Népesség
A település népességének változása:
| Lakosok száma | 3097 | 3085 | 3118 | 3375 | 3279 | 3286 | 3294 |
|               | 2013 | 2014 | 2015 | 2021 | 2022 | 2023 | 2024 |

A 2011-es népszámlálás során a lakosok 81%-a magyarnak, 0,4% cigánynak, 3,3% németnek mondta magát (18,7% nem nyilatkozott; a kettős identitások miatt a végösszeg nagyobb lehet 100%-nál). A vallási megoszlás a következő volt: római katolikus 67,7%, református 0,9%, evangélikus 0,7%, görögkatolikus 0,2%, felekezeten kívüli 4,6% (25,7% nem nyilatkozott).
2022-ben a lakosság 90%-a vallotta magát magyarnak, 2,1% németnek, 0,8% szlováknak, 0,3% ukránnak, 0,2% cigánynak, 0,2% románnak, 0,1-0,1% szlovénnak, szerbnek, lengyelnek, horvátnak, örménynek és bolgárnak, 1,9% egyéb, nem hazai nemzetiségűnek (8,9% nem nyilatkozott; a kettős identitások miatt a végösszeg nagyobb lehet 100%-nál). Vallásuk szerint 47% volt római katolikus, 1% református, 1% evangélikus, 0,3% görög katolikus, 0,8% egyéb keresztény, 1,4% egyéb katolikus, 8% felekezeten kívüli (40,4% nem válaszolt).

## Híres emberek
- Halászi származású amerikai primadonna, színésznő:  Ania Suli, alias Süli Annus (1915. július 8–2002. október 7.). Névváltozatai:  "Tisza de Istvan Becsey hercegnő", Ania S. Gray, Ania Suli Lehoczky. Szülei: Süli Ferenc [Lőrinc?], Bacsa Erzsébet kivándorlók
- Itt született (az akkor még önálló Arakon) Botka Valéria (1928–2013), a Magyar Rádió világhírű Gyermekkórusának és a Magyar Állami Operaház Gyermekkórusának alapító karnagya;
- Araki születésű Fazekas István (1964-) levéltáros, történész, az ELTE tanára.

## Kulturális élete
Az Úgó Népitánccsoport 1992 óta működik. Nevét arról a vízesésszerű képződményről kapta, amelyen az állandóan fújó északi szél a vizet fújó, zubogó hangokkal ruházta fel, és amelyet a település lakói elkereszteltek Úgónak.

## Nevezetességei
- Szent Márton tiszteletére szentelt templom (1777)  és barokk stílusú házai

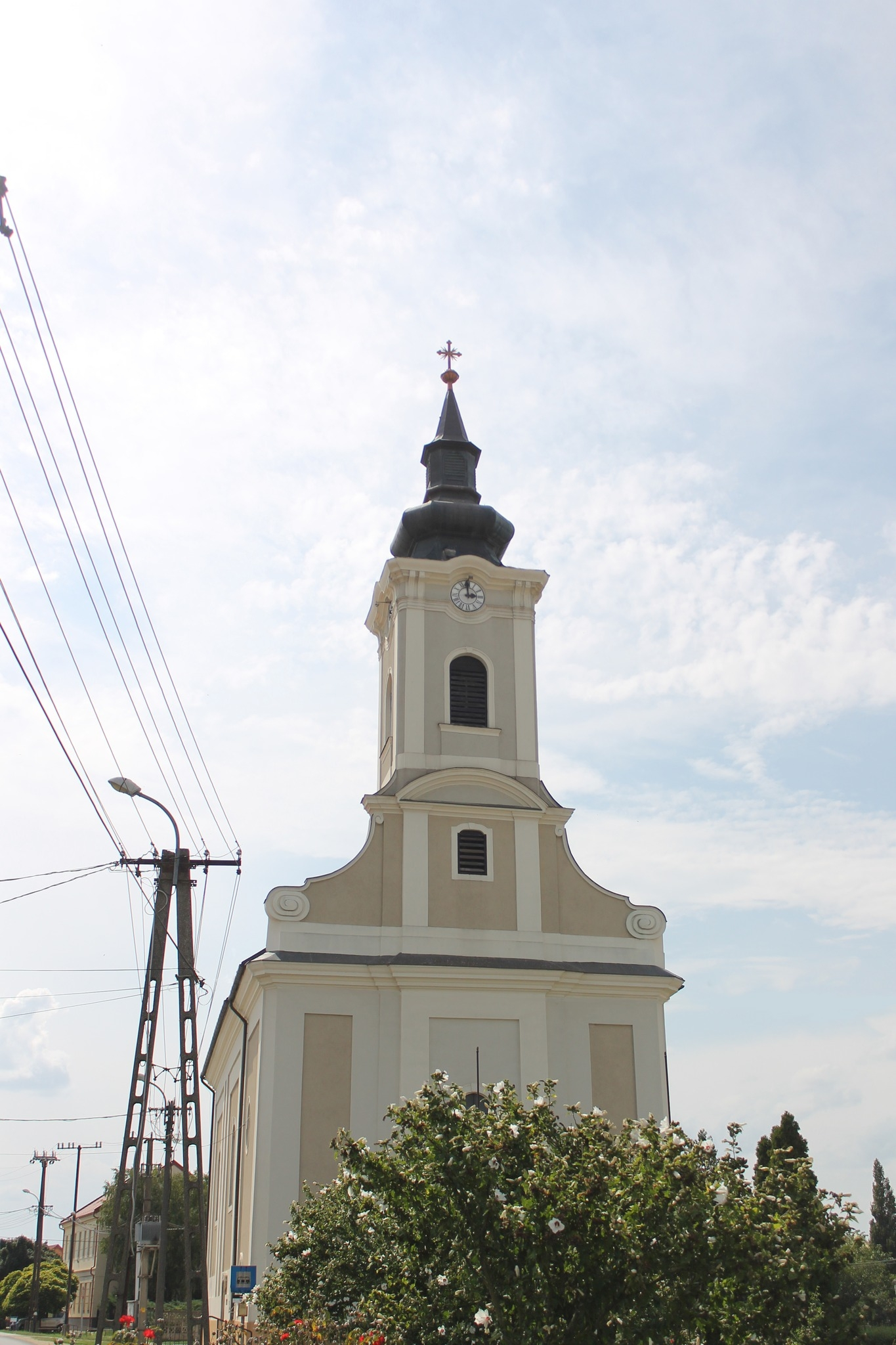
Szent Márton templom
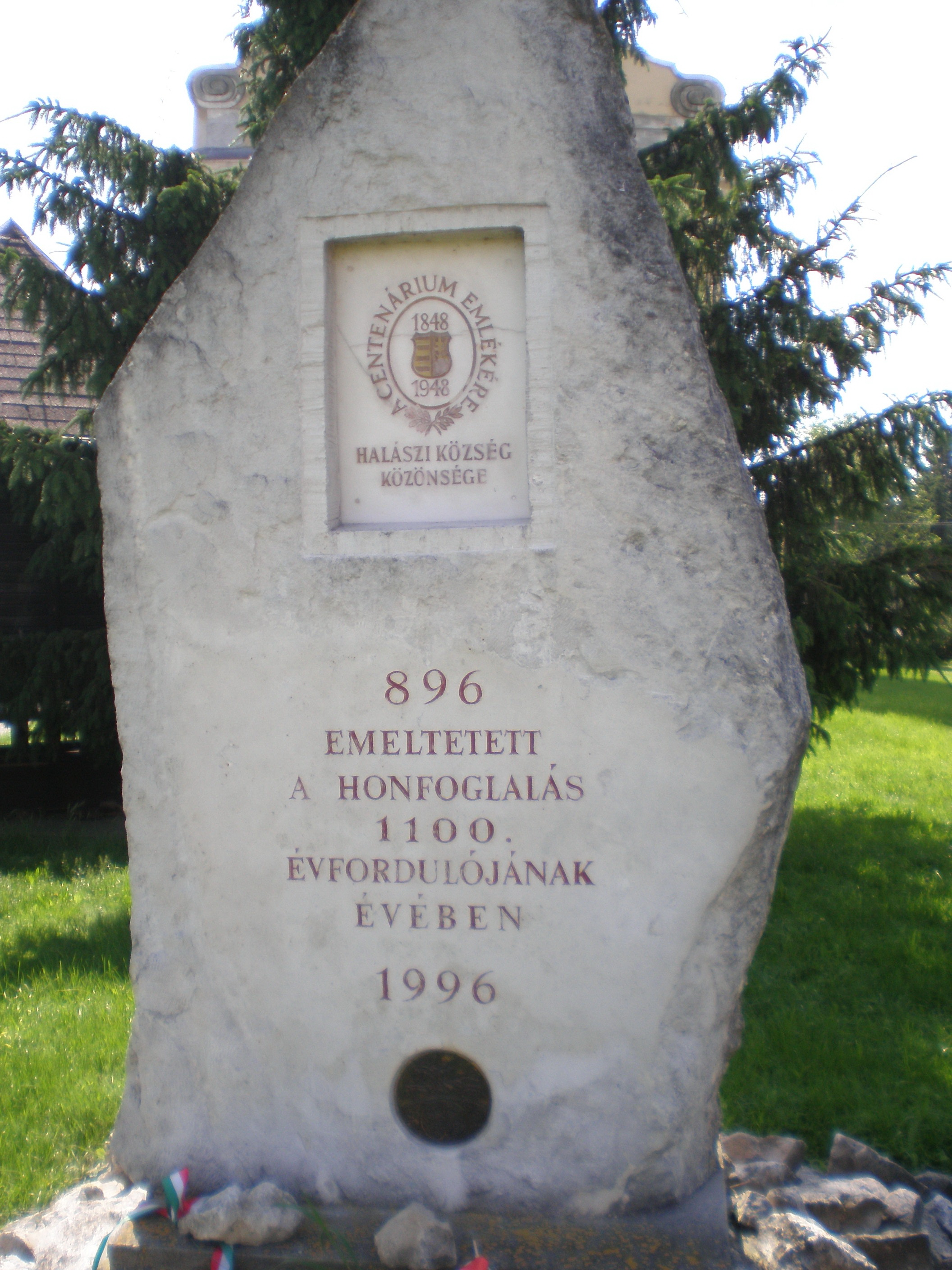
Honfoglalási emlékmű
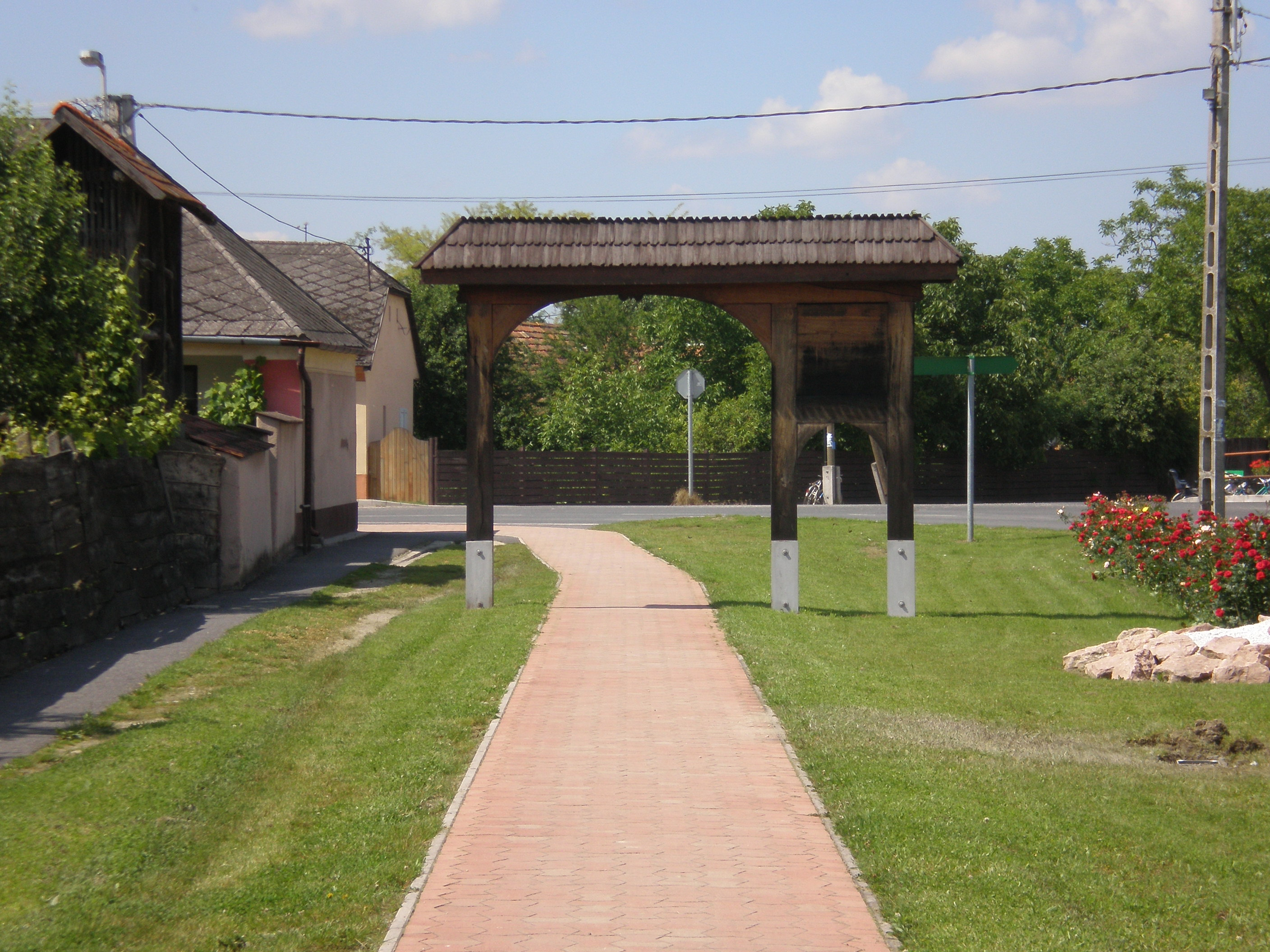
Székelykapu a kerékpárút mentén
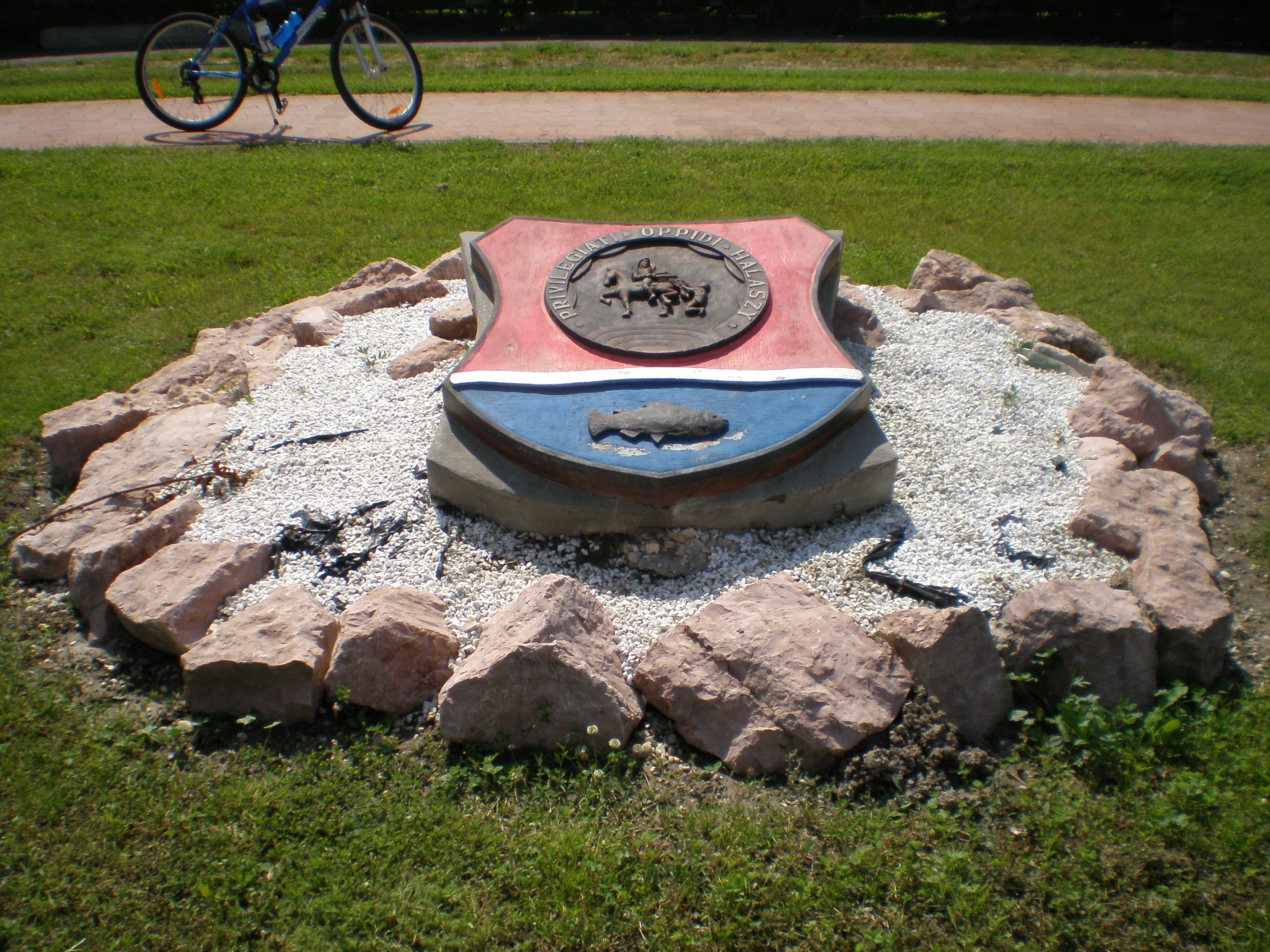
Címer